# Weary River
Weary River és una pel·lícula de la First National dirigida per Frank Lloyd i protagonitzada per Richard Barthelmess i Betty Compson. Basada en un relat de Courtney Ryley Cooper, tracta sobre un gàngster que va a la presó i troba la salvació a través de la música mentre compleix la seva condemna. Després de ser alliberat i tornar a caure en la mala vida, es salva per l'amor d'una dona i pel guardià de qui es va fer amic a la presó. Tot i que el protagonista interpreta diferents cançons a la pel·lícula, la veu no era de Barthelmess sinó de Johnny Murray. Estrenada el 10 de febrer de 1929, la pel·lícula va ser nominada a l'Oscar a la millor direcció en la cerimònia del 1930.

## Argument
Jerry Larrabee cau en la trampa del gàngster rival Spadoni i és enviat a la presó. Allà es fa amic d'un guardià amable i comprensiu. A través de la pacient influència d’aquest, Jerry s'interessa per la música i forma una banda de presó que fins i tot emet per la ràdio. Les cançons de Jerry commouen profundament els oients i aviat Jerry rep el perdó pel governador.
Un cop fora segueix la carrera de cantant de vodevil, anunciant-se com el “Mestre de la Melodia”, però els xiuxiuejos constants del públic dient que és un ex-pres pertorben la seva concentració. Passant d'una feina a una altra, Jerry segueix perseguit pel seu passat. Sense cap esperança de tenir èxit en la música, torna amb la seva antiga colla i retroba la seva antiga estimada Alice Gray. Mentre es prepara per a un enfrontament final amb Spadoni, Alice es posa en contacte amb el guardià que arriba a temps per dissuadir-lo. Jerry finalment es converteix en una estrella de la ràdio i es casa amb Alice.

## Repartiment
- Richard Barthelmess (Jerry Larrabee)
- Betty Compson (Alice Gray)
- William Holden (guardià)
- Louis Natheaux (Spadoni)
- George Stone (Blackie)
- Raymond Turner (ascensorista)
- Gladden James (manager de Jerry)
- Robert Emmett O'Connor (sergent de policia)
- Robert Kortman (guardià de la presó)
- Edward Davis (capellà de la presó)
- Bart Harmon (cambrer)
- Jack Richardson (oficial de policia)
- Jim Farley (detectiu de policia)